# Pedro Alonso Pablos
Pedro Alonso Pablos (Madrid, 11 de enero de 1979) es un productor de cine, conocido por su programa de entrevistas para internet, pionero en ese medio, y por hacer sus largometrajes animados casi íntegramente en solitario.

## Entrevistas
Las entrevistas mencionadas fueron grabadas en Madrid durante los años 2004 y 2005 y producidas, dirigidas y presentadas por Pedro. En ellas, un amplio elenco de personalidades del cine y la TV españolas e internacionales fueron entrevistadas, entre ellas Santiago Segura, Florentino Fernández, Álex de la Iglesia, Kira Miró, Guillermo del Toro, Oliver Stone (con una pequeña aparición), José Luis Moreno y Keanu Reeves. Estos vídeos constituyen uno de los ejemplos tempranos de televisión web, y el primero fue grabado en julio de 2004, aproximadamente 7 meses antes de la fundación del portal de vídeo Youtube. Los vídeos fueron distribuidos a través de su página web FreakSpain, y actualmente todo el contenido de esa web se encuentra ubicado en otra denominada Arscodex.
Con el tiempo, algunos medios están considerando esta película como el primer programa de televisión de entrevistas para internet.

## Dibujos animados

### Primeros trabajos
A mediados de la década de los 2010 Pedro lanzó a través del portal de vídeo bajo demanda para España Filmin su primera serie de dibujos animados, Cuentos del Mundo, que se caracterizó por haber sido casi íntegramente hecha por él mismo y sus propios recursos, incluida la música original; contando con la ayuda de la actriz de doblaje Mª Luz Crespo para las voces femeninas. Igualmente estrenó en esa misma plataforma su adaptación a dibujos animados de la novela corta picaresca El lazarillo de Tormes.

### Largometrajes animados
En 2016, Pedro estrenó en Filmin su primer largometraje de dibujos animados, La ruta de los elefantes, que se caracterizó por ser uno de los primeros largometrajes hechos casi íntegramente por solo una persona. Esta técnica para hacer películas fue bautizada por él mismo y adoptada por los medios con el nombre de solo filmmaking.
En enero de 2019 lanzó a través de Amazon Prime Video para Estados Unidos su segundo largometraje, Triskipolis, realizado con la misma técnica que el anterior, con una rápida y gran repercusión y descargas en todo el mundo.
En 2021, Pedro había producido dos filmes más con la técnica anterior mencionada: Mi sorprendente y fabuloso amigo imaginario, de 2020, y El lago del olvido, de 2021. Por 2023, había hecho dos largometrajes animados más del estilo de los anteriores, Kaptavita (2022) y El hombre que nunca lloró (2023). En 2024 estrenó dos largometrajes animados más, Era un soñador y Abenzaidún y Wallada, amor eterno, primer largometraje dedicado a la sonada historia de amor protagonizada por los poetas del antiguo califato de Córdoba Ibn Zaydún y la princesa Wallada.

### Series de televisión animadas sobre trabajos de la edad de oro del cómic español
De la misma manera, a principios de la década de 2020 estrenó en Filmin algunas adaptaciones de tebeos que se publicaron durante el siglo XX en España, se trata de la adaptación animada del serial Hazañas Bélicas y la de El mundo futuro (de 2022 y 2023 respectivamente), ambas creadas por Boixcar, y llevadas a la pantalla mediante un proceso de recorte y suave animación de las propias viñetas de los tebeos, contribuyendo a la revitalización de estas obras adaptadas.

### Música de sus producciones animadas
Pedro ha compuesto, producido e interpretado la mayor parte de las composiciones musicales que acompañan a sus creaciones animadas, habiendo publicado por este motivo más de 50 cortes musicales hasta 2024, instrumentales o vocales, insertados en sus películas.

## Videojuegos
Ha producido también de manera autónoma una decena de títulos distribuidos mediante el software Adobe Flash a través de diversas páginas de internet. El título más importante de la serie es Smileys Invasion 2, lanzado en 2008, que todavía hoy está presente en multitud de páginas web alrededor del mundo, y que cuenta con su versión para móviles Android también realizada por él mismo.